# Wennefer (Hohepriester des Osiris)

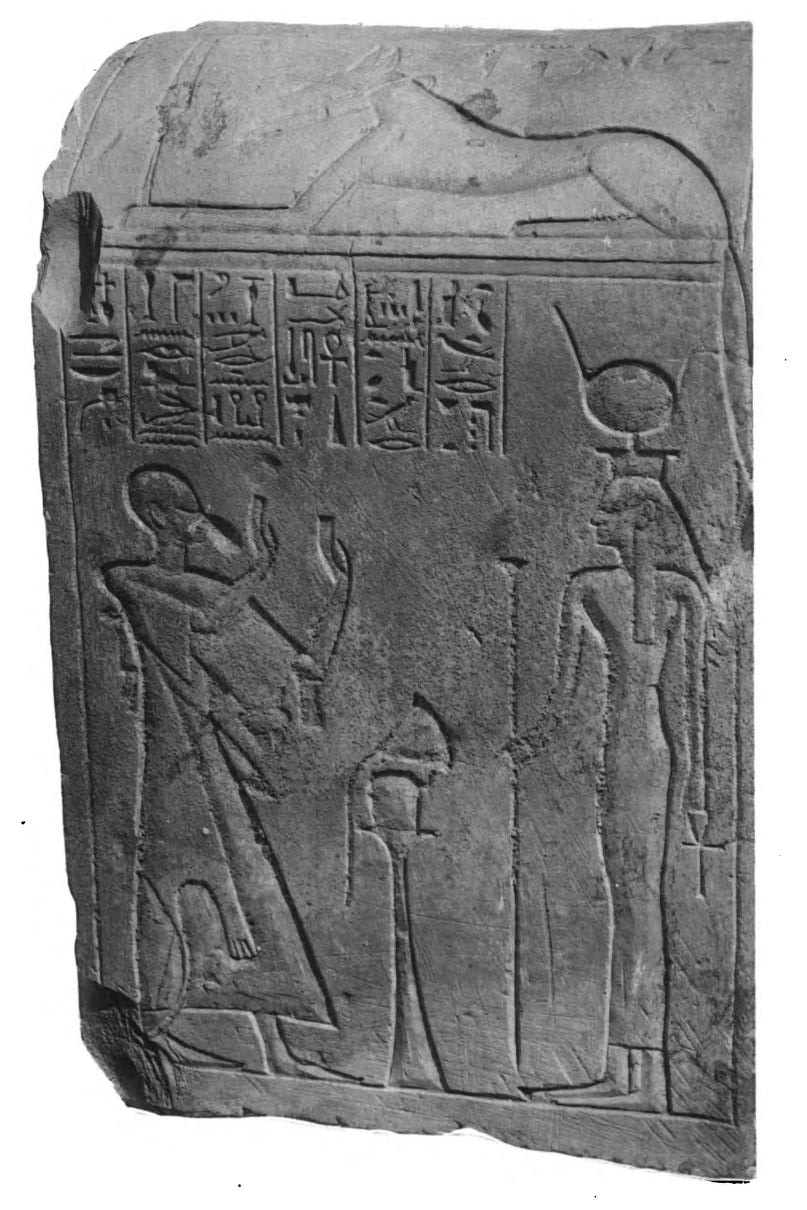
Nasofragment mit dem Bild des Wennefer

Wennefer war ein altägyptischer Priester um 1250 v. Chr. Er fungierte als Hohepriester des Osiris unter Ramses II. in Abydos. Er war eine der führenden Persönlichkeiten seiner Zeit und etwa 35 Jahre lang im Amt. Wennefer ist von einer hohen Anzahl an Monumenten bekannt, die seine Bedeutung unterstreichen.
Er stammte aus einer Familie, deren Mitglieder das Amt des Hohepriesters über diverse Generationen innehatten. Sein Vater Meri war seit der Regierungszeit von Sethos I. Hohepriester des Osiris. Nach dessen Tod wurde Wennefer im 14. Regierungsjahr von Ramses II. Amtsinhaber. Er war mit einer gewissen Ty/Nefertiti verheiratet, die wiederum Tochter des „Vorstehers der Speicher von Ober- und Unterägypten“, Keni. war. Durch diese Heirat waren zwei wichtige Familien des Landes verbunden. Sein Sohn Hori wurde schließlich in den letzten Jahrzehnten der Regierungszeit von Ramses II. Hohepriester des Osiris. Ihm folgte wiederum Yuyu im Amt, der auch ein Sohn des Wennefer war.